# لارا مارلینگ
لارا بئاتریس مارلینگ (انگلیسی: Laura Beatrice Marling؛ زادهٔ ۱ فوریه ۱۹۹۰) آهنگساز، ترانه‌سرا و خوانندهٔ اهل انگلستان است. او برنده جایزه بریت برای بهترین هنرمند انفرادی زن بریتانیا در سال ۲۰۱۱ بود و در سال ۲۰۱۲، ۲۰۱۴، ۲۰۱۶، و ۲۰۱۸ نامزد دریافت همان جایزه شد.
او زادهٔ بارکشر در جنوب شرقی انگلستان است. زمانی که ۱۶ ساله بود به خواهران خود در لندن پیوست تا موسیقی را دنبال کند. مارلینگ با چند گروه موسیقی همکاری داشت و نخستین آلبوم خود به نام افسوس، نمی‌توانم شنا کنم را در سال ۲۰۰۸ منتشر کرد. این آلبوم و همچنین آلبوم دوم و چهارم او، من می‌گویم زیرا من می‌توانم در سال ۲۰۱۰ و زمانی من عقابی بودم در سال ۲۰۱۳ نامزد جایزه مرکوری شدند. علاوه بر آن آلبوم ششم او، سمپر فمینا برای او نامزدی بهترین آلبوم فولک را در جایزه گرمی به همراه داشت.

## آغاز زندگی
مارلینگ در بارکشر انگلستان متولد شد، او کوچک‌ترین فرزند از سه دختر خانواده بود. مادرش معلم موسیقی است. پدرش، سر چارلز ویلیام سامرست مارلینگ، پنجمین بارونت مارلینگ، یک استودیوی ضبط را اداره می‌کرد و او را با موسیقی فولک آشنا کرد و سلیقه موسیقی او را شکل داد. تجربه ای که بعداً مارلینگ آن را به این شکل توصیف کرد: «کمی نعمت و کمی بلا… [چون که] من نمی‌توانستم خودم را به سبک مناسب سن برسانم.». او نواختن گیتار را از همان سال‌های آغازین، آغاز کرد.
مارلینگ به مدرسه ابتدایی ویورلی در فینچمپستد، بارکشر می‌رفت و برای حضور در مدرسه لایتون پارک، یک مدرسه خصوصی کوئیکر در ردینگ، بارکشر بورسیه دریافت کرد. در طول دوران دبیرستان، او احساس اضطراب نسبت به سایر افراد و ترس از مرگ داشت.

## بازیگری
مارلینگ در فیلم کوتاه «زن راننده» که در مارفا، تگزاس و به کارگردانی کریس پرکل فیلمبرداری شده‌است در یکی از نقش‌های اصلی ظاهر شد. این فیلم در ۷۲ ساعت فیلمبرداری و تدوین شد. مارلینگ بعداً در مسابقه ملی فیلم ۷۲ ساعته برنده «بهترین بازیگر زن» شد. این فیلم در فستیوال فیلم کوتاه لندن در تاریخ ۱۴ ژانویه ۲۰۱۵ نمایش داده شد و بعداً در ماه بعد در Vimeo به نمایش درآمد. این فیلم همچنین قطعات موسیقی جدیدی از مارلینگ را شامل می‌شد.

## زندگی شخصی

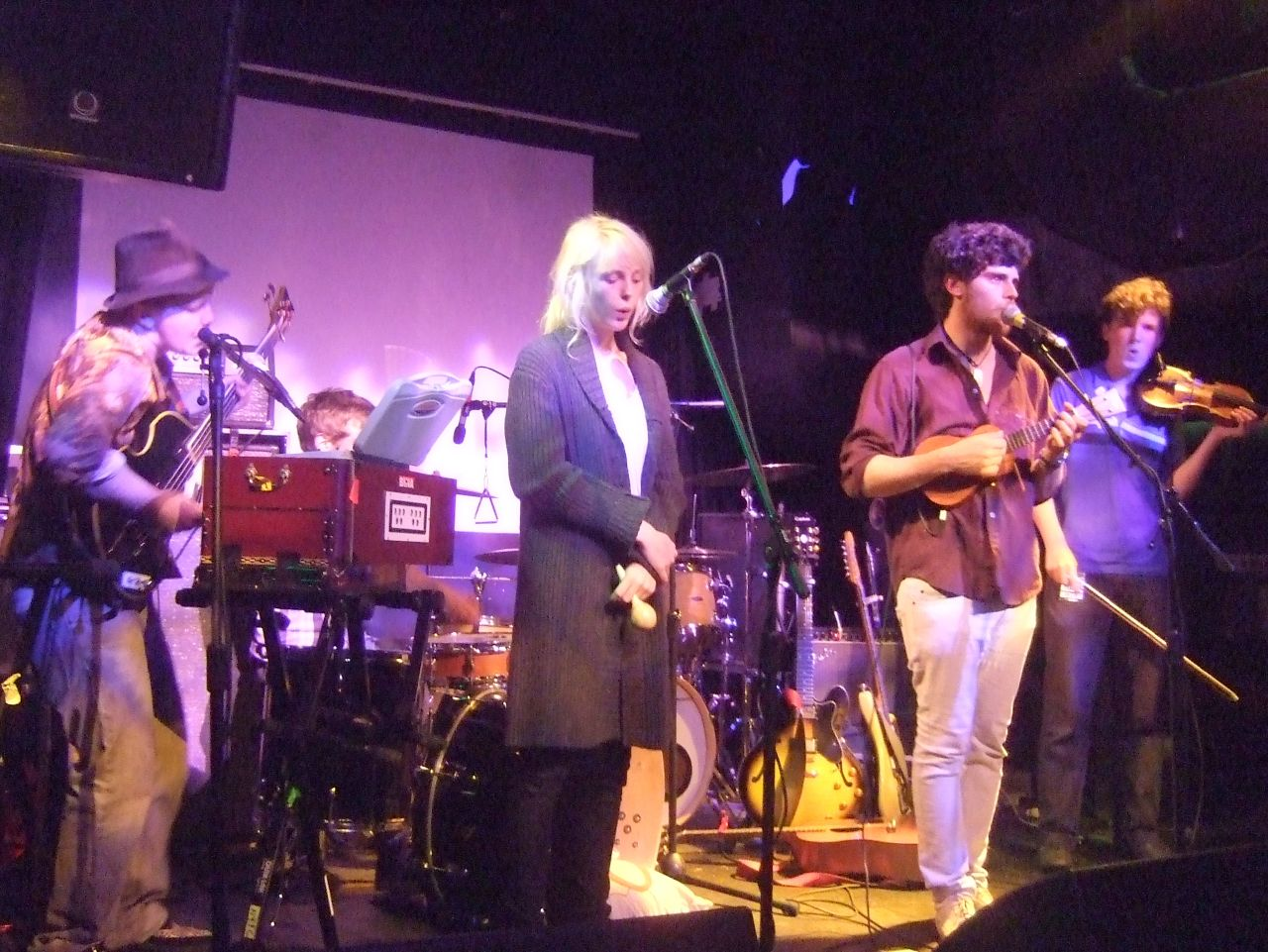
لارا بئاتریس مارلینگ در حال اجرا

مارلینگ مدتی با خواننده گروه نوا اند ده ویل، چارلی فینک در ارتباط بود تا اینکه در ۲۰۰۸ از هم جدا شدند. او تا اواخر سال ۲۰۱۰ با مارکوس مامفرد از اعضای مامفرد اند سانز در ارتباط بود. او در سال ۲۰۱۳ به سیلور لیک، لس آنجلس در کالیفرنیا نقل مکان کرد تا این که در دسامبر سال ۲۰۱۴ دوباره به لندن برگشت.
در سپتامبر ۲۰۱۳، مارلینگ توضیح داد: «من یک فرد انفرادی هستم اما عاشق مردم هستم، من یک انسان‌گریز نیستم. من فکر می‌کنم صحبت کردن فقط در صورت لزوم کاملاً ضروری است. من بیشترین احساس نزدیکی با مردم را در زمان تجربه مشترک دارم. من هنوز در حال کاوش در مورد آن هستم، نمی‌دانم که من را به کجا بکشاند.»

## آلبوم‌ها
| سال  | نام اصلی                | نام فارسی                  | توضیحات       |
| ---- | ----------------------- | -------------------------- | ------------- |
| ۲۰۰۸ | Alas, I Cannot Swim     | افسوس، من نمی‌توانم شنا کنم |               |
| ۲۰۱۰ | I Speak Because I Can   | من می‌گویم زیرا من می‌توانم  |               |
| ۲۰۱۱ | A Creature I Don't Know | موجودی که من نمی‌شناسم      |               |
| ۲۰۱۳ | Once I Was an Eagle     | زمانی من عقابی بودم        |               |
| ۲۰۱۵ | Short Movie             | فیلم کوتاه                 |               |
| ۲۰۱۷ | Semper Femina           | سمپر فمینا                 |               |
| ۲۰۱۸ | LUMP                    | لامپ                       | همراه با LUMP |